# Syneches semibrunnea
Syneches semibrunnea är en tvåvingeart som beskrevs av Meijere 1911. Syneches semibrunnea ingår i släktet Syneches och familjen puckeldansflugor. Inga underarter finns listade i Catalogue of Life.